# ISO 3166-2:AO
ISO 3166-2:AO
là chuẩn ISO định nghĩa mã địa lý. Nó là tập con của ISO 3166-2 áp dụng cho
Angola.

## Thư thông tin
- ISO 3166-2:2002-05-21

## Mã
| AO-BGO | Bengo          |
| AO-BGU | Benguela       |
| AO-BIE | Bié            |
| AO-CAB | Cabinda        |
| AO-CCU | Cuando Cubango |
| AO-CNO | Cuanza Norte   |
| AO-CUS | Cuanza Sul     |
| AO-CNN | Cunene         |
| AO-HUA | Huambo         |
| AO-HUI | Huíla          |
| AO-LUA | Luanda         |
| AO-LNO | Lunda Norte    |
| AO-LSU | Lunda Sul      |
| AO-MAL | Malanje        |
| AO-MOX | Moxico         |
| AO-NAM | Namibe         |
| AO-UIG | Uíge           |
| AO-ZAI | Zaire          |